# چیزی غیر از این
چیزی غیر از این (انگلیسی: Anything Else) یک فیلم کمدی رمانتیک به کارگردانی وودی آلن است که در سال ۲۰۰۳ منتشر شد.
تهیه‌کنندهٔ این فیلم، خواهرِ وودی آلن، لتی آرونسون بود. چیزی غیر از این فیلمِ منتخبِ شب افتتاحیهٔ شصتمین دوره جشنواره فیلم ونیز بود.

## خلاصه فیلم
جری فالک (بیگز) و دیوید دابل (آلن)، زوج نویسنده ناشی و بی‌تجربه قطعات کمیک هستند. البته فالک، بیست و خرده‌ای ساله، آتیه خوشی پیش‌رو دارد حال آن که دابل، شصت و خرده‌ای ساله، هنوز اجباراً به کار تدریسش در یکی از مدارس نیوجرسی چسبیده‌است…

## بازیگران
- جیسن بیگز
- کریستینا ریچی
- استاکرد چنینگ
- دنی دویتو
- جیمی فالون
- کی‌دی استریکلند
- وودی آلن
- فیشر استیونس
- اریکا لیرسن